# Xestia viridibrunnea
Xestia viridibrunnea är en fjärilsart som beskrevs av Hanan Bytinski-salz 1937. Xestia viridibrunnea ingår i släktet Xestia och familjen nattflyn. Inga underarter finns listade i Catalogue of Life.